# Rincón del Chino
Rincón del Chino är en ort i Mexiko.   Den ligger i kommunen Tingüindín och delstaten Michoacán de Ocampo, i den centrala delen av landet, 400 km väster om huvudstaden Mexico City. Rincón del Chino ligger 1 777 meter över havet och antalet invånare är 280.
Terrängen runt Rincón del Chino är lite kuperad, och sluttar norrut. Runt Rincón del Chino är det ganska tätbefolkat, med 56 invånare per kvadratkilometer. Närmaste större samhälle är Jiquílpan de Juárez, 18,9 km nordväst om Rincón del Chino. I omgivningarna runt Rincón del Chino växer huvudsakligen savannskog.